# برخان

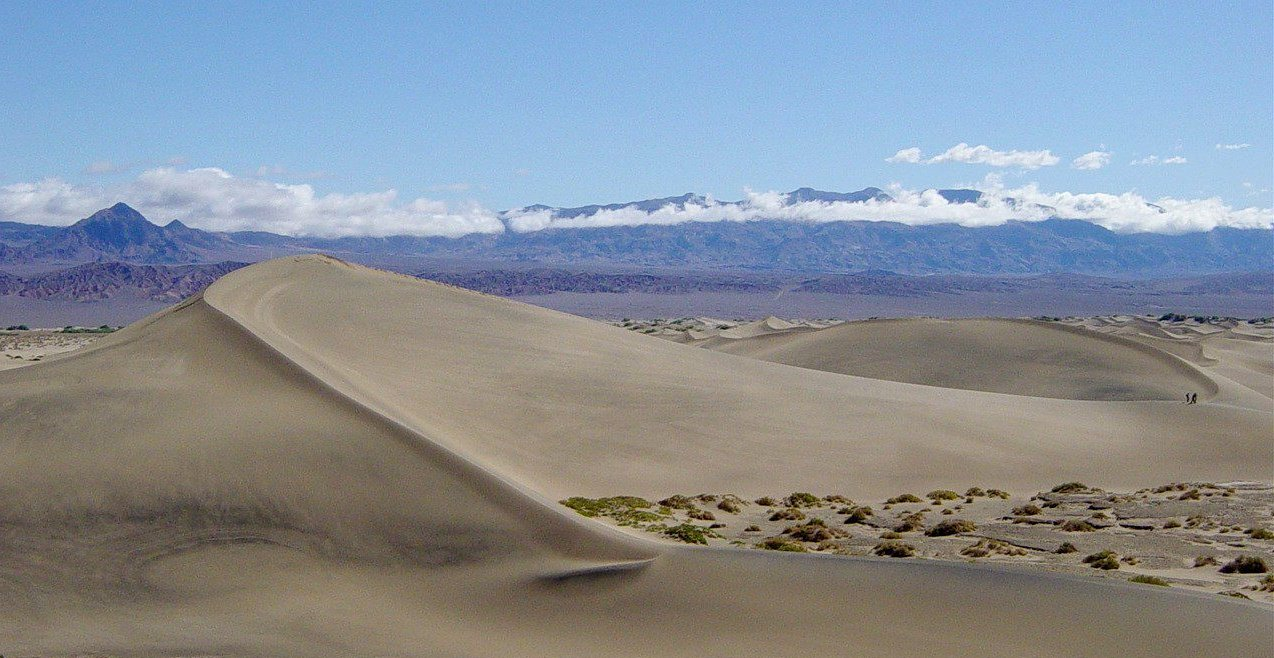
شکل معمول یک برخان

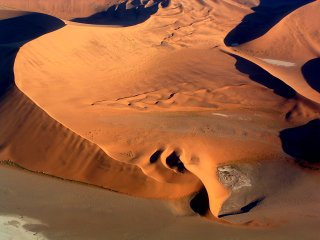
برخان در بیابان نامیب

بَرخان‌ها یا تَل‌ماسه‌های هلالی (به انگلیسی: Barchan)، در نواحی بیابانی، با جابه‌جایی ماسه‌ها در سطح زمین توسط باد، و رسوب آن‌ها به صورت برجستگی‌های کوچک ایجاد می‌شوند. برخان‌ها تپه‌های ماسه‌ای هلالی‌شکلی هستند که دو زائدهٔ طویل در جهت باد دارند. اندازه آن‌ها بسیار متفاوت است و بین ۱۰ تا ۲۰ متر ارتفاع دارند.
محل تشکیل آن‌ها اغلب در مناطقی است که دارای ماسه و بادماسه هستند و منشأ آن‌ها نیز فرسایش باد است. همچنین برخان‌ها در سطح سیاره مریخ فراوان هستند و در اصطلاحات سیاره‌شناسی نیز همین نام رایج است.
در کویر یا بیابان که مواد سبک‌وزن نظیر ماسه بادی‌ها زیاد و گیاهان اندک هستند، باد دانه‌های ماسه را به حرکت درمی‌آورد و تا نخستین مانعی که در سر راه به آن برخورد کند با خود انتقال می‌دهد. این موانع ممکن است بوته‌های منفرد کوچک، درختچه‌های منفرد، سنگ، صخره‌های منفرد یا هر شیء دیگری باشد. ماسه‌هایی که توسط باد حمل و در کنار این موانع انباشته می‌شوند به تل‌هایی از ماسه که دارای شکل مشخص و معین هستند تبدیل می‌شوند. این تل‌ها یا تپه‌ها، بازوها یا شاخ‌های موازی دارند که در جهت وزش باد امتداد دارند و تحدّب آن‌ها به طرف باد است. دنباله نیمه مخروطی این تپه‌ها با شیب ملایم به بازوها منتهی می‌شود و تقعّر آن‌ها فاصله بین دو بازوها است که قوسی شکل و دارای شیب تندی هستند. اقوام ترک‌تبار ترکستان که در بیابان زندگی می‌کنند این تلماسه‌ها را «برخان» یا «باراخان» می‌نامند، این نام برای این نوع از تلماسه‌ها در علم نیز مورد قبول واقع شده‌است.
این اصطلاح نخستین بار در سال ۱۸۸۱ توسط الکساندر فون میدن‌دورف، طبیعی‌دان روسی برای اشاره به نوع تپه‌های ماسه‌ای هلالی‌شکل در ترکمنستان وارد اصطلاحات زمین‌شناسی شد.

## در ایران
در مناطقی در ایران مانند نواحی زابل، جندق، خور، بیابانک، انارک، نخلک، بافق، رباط پشت بادام، کرمان، یزد، گاوخونی، اردستان، شمال شرقی کاشان، جازموریان، جنوب دامغان، غرب بشرویه، جنوب سمنان، ریگ جن و شمال بم می‌توان این تپه‌های هلالی شکل را مشاهده کرد.
بلندی بعضی برخان‌ها در دشت لوت در ایران به ۴۰ متر نیز می‌رسد. برای تشکیل برخان، علاوه بر مقداری ماسه یک مانع کوچک یا بزرگ نیز لازم است. برخان ایجاد شده ممکن است به مرور زمان بزرگ‌تر شوند امّا حرکت ماسه در دامنه کم‌شیب و طولانی رو به باد و ریختن آن به پای دامنۀ پرشیب پشت به باد، سبب می‌شود که کلّ تپه به مرور زمان و به آهستگی به سمت جلو جابه‌جا گردد. به دلیل تحرک برخان‌ها، آن‌ها خطر جدی برای نواحی مسکونی و تأسیسات حاشیه بیابان و کویر محسوب می‌شوند. این تلماسه‌های بزرگ که ارتفاع آن‌ها گاهی تا بیش از ۳۰ متر هم می‌رسد می‌توانند روستاهای حاشیه کویر را به‌طور کامل بپوشانند. در بیشتر بیابان‌های ایران به ویژه در دشت کویر و دشت لوت، برخان‌های بسیار مرتفع دیده می‌شوند.

## ریخت‌شناسی

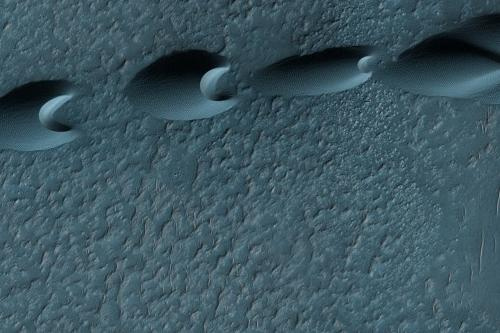
برخان‌های دیده‌شده بر روی مریخ (بهرام).

رأس یا قله برخان نزدیک ناحیه تقعر آن است. بازوهای آن کم و بیش کشیده هستند و به‌طور متقارن پایین می‌آیند. برخان‌ها متحرک هستند و هر قدر کوچک‌تر باشند تحرک آن‌ها نیز بیشتر است. آن‌ها می‌توانند روی سطوح کم‌تحرک با سرعت‌های بیش از ۵۰ متر در سال بر اثر وزش بادهای تک‌جهتی طوفانی حرکت کنند. در مجموع سرعت آن‌ها به ویژگی‌های باد و حجم کلی برخان بستگی دارد. باید یادآور شد که حرکت برخان نتیجه جا به جایی دانه‌های ماسه بر فراز شیب ملایم دنباله آن هنگام طوفان است. آن‌ها اغلب پس از مدتی به تپه‌های گنبدی شکل تبدیل می‌شوند. وسعت تراکم برخان‌ها در بیابان گاهی به صدها و حتی هزاران کیلومتر مربع می‌رسد. این برخان‌ها به شکل موج‌هایی که بر اثر پیوستن ستیغ‌های تلماسه به وجود آمده‌اند به دنبال هم قرار گرفته‌اند و در ناحیه بین این موج‌های تلماسه ای نیز ردیف‌هایی از برخان قرار دارد. این امتداد برخان‌ها ممکن است متقارن یا نامتقارن باشند. همان‌طور که گفته شد برخان‌ها در زمره تپه‌های ماسه‌ای متحرک هستند و امکان دارد چند برخان از طرف پهلو به هم وصل شوند که تپه عرضی یا دبلیو را تشکیل می‌دهند و اگر در امتداد یکی از بازوها به هم بچسبند تپه طولی را پدیدمی‌آورند و در نهایت از تراکم برخان‌ها ریگ به وجود می‌آید. در اصطلاح به گستره وسیعی از تپه‌های ماسه ای ریگ گفته می‌شود که وسعت آن به چندین کیلومتر می‌رسد. شکل برخان‌ها نیز ممکن است تا اندازه ای متغیر باشد، در مواقعی بازوها خوب رشد کرده‌اند یا این که خیلی کوچک می‌شوند. گاهی شکل برخان به صورت مثلثی است که شیب ریزشی آن به‌طور اختصاصی محدود است. هر کدام از برخان‌ها ممکن است به ارتفاع ۹ تا ۳۰ متر و پهنای تا ۳۷۰ متر بین دو بازو باشند که این اندازه بسته به سرعت و جهت باد تغییر می‌کند.